# Tool (Band)
Tool ist eine US-amerikanische Progressive-Metal-Band aus Los Angeles. Mitglieder sind Sänger Maynard James Keenan, Gitarrist Adam Jones, Bassist Justin Chancellor und Schlagzeuger Danny Carey. Paul d’Amour spielte auf der EP Opiate und dem ersten Album Undertow den Bass.

## Geschichte
Tool wurde 1990 gegründet und trat unter anderem mit der befreundeten Band Rage Against the Machine auf. Bekannt wurde sie jedoch durch die Lollapalooza-Tour 1993. Die Musikvideos zu „Stinkfist“ oder „Prison Sex“ von den Alben Ænima und Undertow sowie „Schism“ beziehungsweise „Parabola“ vom Album Lateralus wurden zwar auf Musiksendern wie beispielsweise MTV ausgestrahlt, teilweise jedoch manipuliert. So wurde der Titel des Songs „Stinkfist“ als so anstößig empfunden, dass das Video bei MTV unter dem Namen „Track #1“ lief. Dennoch erhielt die Band für die Stücke „Ænema“ und „Schism“ von Ænima respektive Lateralus jeweils einen Grammy in der Kategorie „Best Metal Performance“.

### Die frühen Jahre,OpiateundUndertow(1990–1995)
Während der 1980er Jahre zogen die späteren Mitglieder von Tool, Gitarrist und Bassist Paul d’Amour, Schlagzeuger Danny Carey, Gitarrist Adam Jones und Sänger Maynard James Keenan unabhängig voneinander nach Los Angeles. Während d’Amour und Jones ins Filmgeschäft einsteigen wollten, wurde Carey Schlagzeuger bei Carole King, Pigmy Love Circus und Green Jellÿ.
Ende der 1980er Jahre gründete Keenan mit d’Amour und Jones eine eigene Band. Als Carey, der Jones über einen alten Freund kennengelernt hatte, 1990 Nachbar von Keenan wurde, trat er ebenfalls der Band bei, die sich nun Tool nannte. Bereits im darauf folgenden Jahr gingen Tool mit Rollins Band, Skitzo, Fishbone, und Rage Against the Machine auf ihre erste Tournee.
1992 konnten Tool sich mit ihrer ersten kommerziellen Veröffentlichung Opiate (EP), deren Name aus dem bekannten Zitat „Religion ist das Opium des Volkes“ von Karl Marx abgeleitet wurde, zumindest in der nicht kommerziellen Metal-Szene einen Namen machen. Auf dieser aus sechs Liedern bestehenden EP wurden die zu dieser Zeit härtesten Songs kompiliert, um Tool möglichst als Metalband vermarkten zu können, obwohl schon einige der später auf Undertow erschienenen Songs live gespielt wurden. Singles waren „Hush“ und „Opiate“, wobei für „Hush“ zusätzlich von Ken Andrews ein Video gedreht wurde, in dem die Bandmitglieder als Protest gegen Zensur nackt mit zugeklebtem Mund dargestellt wurden. Dies ist bislang das einzige Video, in dem Mitglieder der Band selbst zu sehen sind, außer ein paar kurzen verwaschenen Szenen in „Sober“.
Mit Undertow folgte 1993 das erste volle Album der Band. Im selben Jahr wurde Tool für einen Auftritt auf der zweiten Bühne des Lollapalooza verpflichtet, allerdings aufgrund ihrer steigenden Beliebtheit bei den Fans kurzfristig auf die Hauptbühne verschoben. Dieser Auftritt sorgte unter anderem dafür, den Bekanntheitsgrad in der Szene zu steigern und Undertow zum Gold-Status zu verhelfen. Am 14. Mai 2001 erreichte es Doppel-Platin.
Sober war die erste Single, für die noch 1993 ein Video in Stop-Motion-Technik produziert wurde. Regie führte Fred Stuhr (bekannt von Green Jellÿ), Adam Jones steuerte das Modell einer hölzernen Box bei.
Im Mai 1993 sollten Tool im Garden Pavilion in Hollywood spielen. Erst kurz vor dem Auftritt erfuhren sie, dass der Veranstaltungsort zu L. Ron Hubbards Church of Scientology gehört. In einem späteren Interview sagte Keenan, dass er die meiste Zeit der Show das Publikum wie ein Schaf anblökte.
Für das Video zur zweiten Single Prison Sex, welches unter Adam Jones’ Regie 1994 produziert wurde, erhielten Tool überwiegend negative Kritiken in der Öffentlichkeit, da es vielen zu verstörend war. Auch MTV nahm das Video ziemlich schnell aus dem Programm. 1995 wurde es trotzdem bei den MTV Video Music Awards in der Kategorie „Best Special Effects“ nominiert.
Im September 1995, zu Beginn der Aufnahmen des zweiten Studioalbums, verließ d’Amour die Band freundschaftlich aufgrund musikalischer Differenzen und wurde im November durch den Briten Justin Chancellor, damaliger Bassist von Peach, ersetzt, nachdem im Oktober Keenans Highschool-Freund Chris Floyd abgesagt hatte. Neben Chancellor waren u. a. Scott Reeder (Kyuss, Unida), Frank Cavanagh (Filter), Marco Fox (Zaum) und E. Sheperd Stevenson (Pigmy Love Circus) in der engeren Auswahl.
Chancellor traf Tool schon 1991 in New York, weil sein Bruder, der ein kleines Label betrieb, das Demo der Band bekam und beide Fans der Band wurden. Dieser Kontakt verhalf Chancellors Band Peach 1994 dazu, als Vorgruppe auf Tools England-Tournee verpflichtet zu werden.
Als Paul d’Amour die Band verließ, fragten Tool bei Chancellor an, bekamen jedoch zuerst eine Absage. Dieser wollte, nachdem sich Peach sechs Monate zuvor aufgelöst hatte, mit dem Peach-Gitarristen eine neue Band gründen, entschied sich letztendlich jedoch für die Bassisten-Stelle bei Tool. Seine komplexen Bassläufe prägten fortan das Klangbild von Tool.

### Ænima, A Perfect Circle undSalival(1995–2001)
Nachdem Chancellor als neuer Bassist einstieg, wurden die Aufnahmen zu Ænima, einem Portmanteauwort aus „Anima“ (lateinisch für Seele) und „Enema“ (englisch für Einlauf), fertiggestellt, welches im Oktober 1996 veröffentlicht wurde. Mit der Single Stinkfist sorgten Tool abermals für Aufsehen. MTV spielte das Video diesmal zwar, änderte den Namen jedoch in „Track #1“, viele Radiosender kürzten den Song oder änderten die Texte, da der Titel und der Text eine Assoziation mit Faustverkehr (engl. Fisting) ermöglichten. Mit der Single Ænema gewannen Tool 1998 ihren ersten Grammy Award für die beste Darbietung aus dem Bereich Metal.
1997 kam es zum Streit zwischen der Band und ihrem Plattenlabel Volcano Records, welches die Arbeiten am dritten Album unterbrach und störte. In dieser Phase gründete Keenan mit dem lange Zeit für die Gitarrentechnik zuständigen Billy Howerdel das Nebenprojekt A Perfect Circle.
An diesem Punkt kamen Gerüchte auf, dass eine Trennung der Band in nächster Zeit nicht unwahrscheinlich wäre, welche aber 2000 mit Veröffentlichung des Boxsets Salival ein Ende fanden. Dieses Boxset enthält neben Coverversionen von Led Zeppelins „No Quarter“ und Peachs „You Lied“, dem neuen Lied „Merkaba“, älteren Live-Aufnahmen auch eine mittlerweile bei Fans sehr beliebte alternative Version von „Pushit“. Ebenfalls Teil der Box waren entweder eine VHS-Kassette oder eine DVD mit allen bislang von Tool veröffentlichten Videos, wobei das Video zu „Hush“ nur auf der DVD-Version enthalten ist.

### Lateralus(2001–2006)

Album-Logo auf Lateralus

Im Januar 2001 kündigten Tool ein vermeintliches Album mit dem Namen Systema Encéphale an, dessen Titel esoterische und okkulte Namen wie „Numbereft“, „Encephatalis“, „Musick“ und „Coeliacus“ aufweisen. Innerhalb kürzester Zeit wurden die zahlreichen Filesharing-Angebote von Dateien mit diesen Namen überschwemmt. Zu dieser Zeit begannen auch die Bandmitglieder sich kritisch über die illegale Verbreitung von MP3-Dateien im Internet, im Speziellen über Filesharing-Programme wie Napster, zu äußern, da es vor allem für die noch unbedeutenderen Künstler wichtig sei, Geld über CD-Verkäufe einzunehmen.
Nur einen Monat später erklärten Tool, dass das neue Album Lateralus heißen werde und dass Systema Encéphale mitsamt seiner Titelliste nur ein Fake war, um die Öffentlichkeit und vor allem das Internet mit seinen illegalen Möglichkeiten zu täuschen.
Die Songs auf diesem Album waren fast alle über sechseinhalb Minuten lang, abgesehen von den Interludien, das Video zu „Parabol/Parabola“ zog sich sogar über zehn Minuten hin.
Das Album wurde ein Erfolg und stieg schon in der ersten Woche auf Platz 1 in den Billboard-Top-200-Albumcharts. Für die Single Schism bekamen sie 2002 ihren zweiten Grammy für die beste Metal-Darbietung.
Nach einer ausgedehnten Welttournee 2001/2002, einschließlich einer kleinen Tournee über 10 Auftritte mit King Crimson, fand das Abschlusskonzert am 24. November 2002 in der Long Beach Arena in L.A. statt. In der folgenden Zeit beschäftigte sich Keenan wieder vermehrt mit seinem Nebenprojekt A Perfect Circle.
Am 20. Dezember 2005 wurden zwei DVDs veröffentlicht, von denen eine das Video zu „Schism“ und die andere das „Parabol/Parabola“-Video beinhalten. Zusätzlich darauf vertreten sind Remixe dieser beiden Songs von Lustmord.

### 10,000 Days(2006–2011)

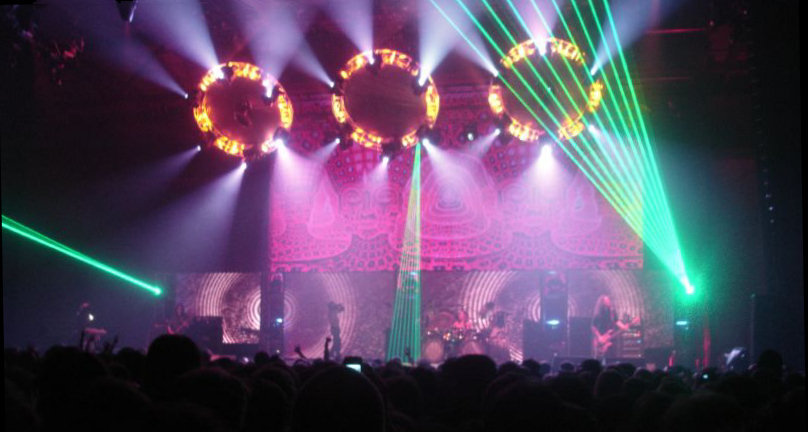
Tool live in Mannheim (2006)

Nach einer längeren Pause, in der Keenan mit A Perfect Circle auf Tournee war, begannen Tool mit den Produktionen für ihr neues Album 10,000 Days. Zwei Wochen vor der Veröffentlichung am 28. April 2006 tauchte eine illegal veröffentlichte Version in diversen Filesharing-Netzen auf. Trotz dieses Vorfalles verkaufte sich das Album in der ersten Woche 564.000 Mal und stieg im Großteil der Welt in die Top-10-Charts ein, in vielen Ländern sogar direkt auf Platz 1. Das Album wurde bei den Grammy Awards 2007 mit dem Best Recording Package (Beste Verpackung einer Aufnahme) ausgezeichnet. Die CD-Hülle ist sehr künstlerisch und außergewöhnlich von Alex Grey gestaltet worden, u. a. ist in die Hülle eine Art „Brille“ (Stereoskop) integriert, mit der man die Abbildungen im Booklet dreidimensional betrachten kann.
Am 30. April 2006 startete die Band ihre 10,000-Days-Tour, bei der sie auf Konzerten und Festivals in den Vereinigten Staaten, in Großbritannien und weiteren europäischen Länder spielten. Des Weiteren spielten Tool Anfang 2007 in Neuseeland, Australien und Japan, und setzen ihre Tour in Nordamerika und Europa bis Ende des Jahres fort. 2009 und 2010 spielte die Band einige Konzerte in den USA und 2011 in Australien.

### Rechtsstreit und der Weg zum fünften Studioalbum (2012–2018)
Gegenüber dem australischen Radiosender triple j äußerten sich Schlagzeuger Danny Carey und Bassist Justin Chancellor im Januar 2011 knapp zur Arbeit an einem fünften Tool-Studioalbum, das noch 2011 erscheinen könne. Im April 2012 gab Carey in einem Interview mit Vic Firth an, die Aufnahmen für dieses Album hätten noch nicht begonnen, was er im Juli 2013 bestätigte. Im Juli 2014 gaben Carey und Jones gegenüber der Presse bekannt, ein seit 2007 andauernder Rechtsstreit mit einer Versicherung sei Grund für die Verzögerung bei der Albumproduktion. Man hoffe, bis zum Jahresende „etwas Handfestes“ aufgenommen zu haben.
Von 2012 bis 2017 spielten Tool auch wieder auf kleineren Touren in Nordamerika und im pazifischen Raum (Australien, Neuseeland, Japan). 2018 folgte die auf wenige Karten limitierte „Tour“ Tool Music Clinic, bei der Gitarrist Adam Jones, Bassist Justin Chancellor und Schlagzeuger Danny Carey in acht US-Städten, zusammen mit Fans einzelne Lieder spielten, analysierten und in Dialog miteinander traten. Darunter befanden sich auch Ausschnitte aus neuen, bisher unveröffentlichten Songs.

### Fear Inoculum(seit 2019)

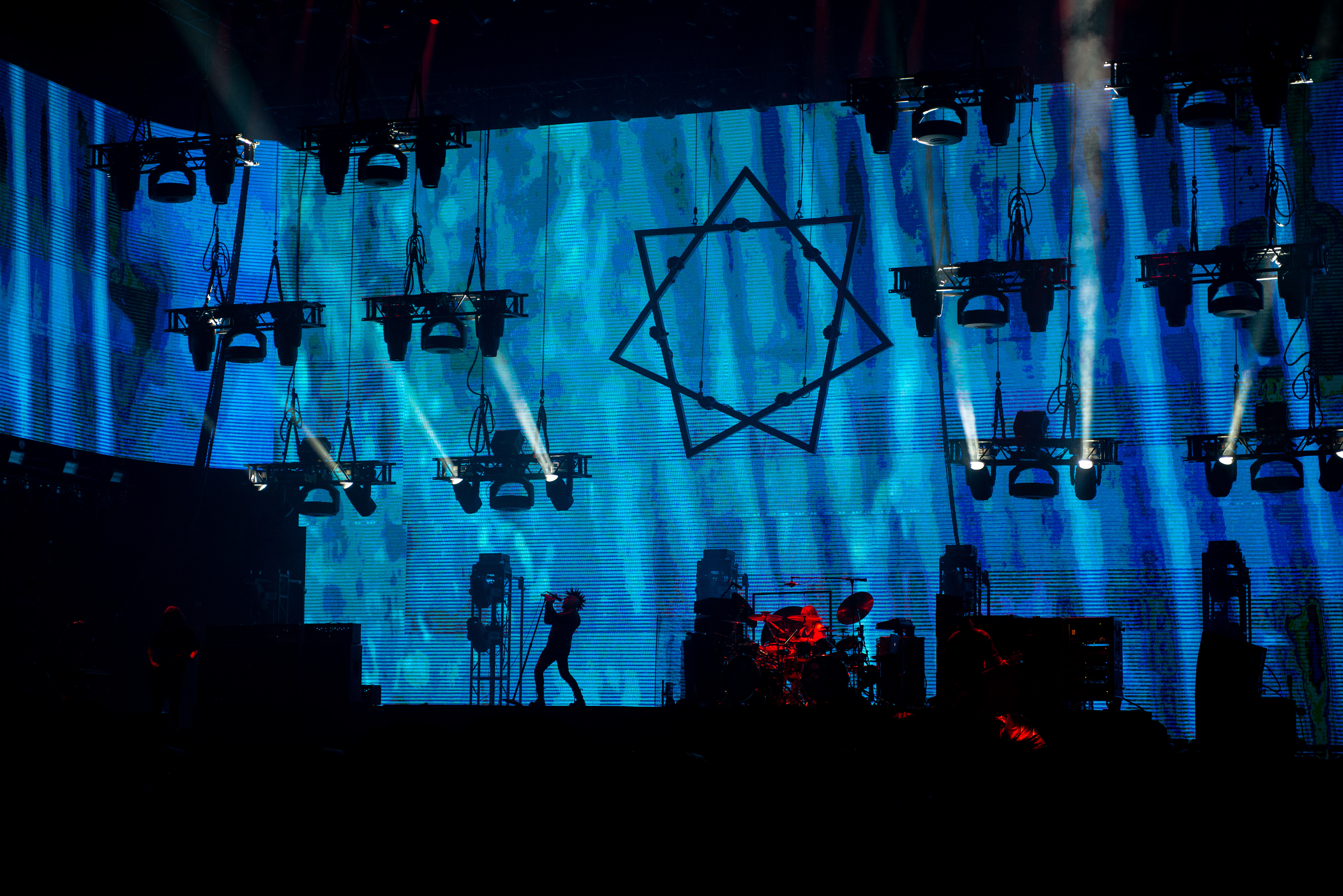
Tool auf dem Hellfest 2019

Im Oktober 2018 wurde bekannt, dass Tool ab 5. Mai 2019 wieder auf US-Tour gehen und vom 2. Juni bis 2. Juli auch 14 Konzerte in Europa spielen werden.
Gitarrist Adam Jones veröffentlichte am 2. Mai 2019 ein einminütiges Soundsnippet vom neuen Album. Am 5. Mai spielten Tool bei ihrem Auftritt auf dem Welcome to Rockville Festival in Jacksonville (Florida), dem ersten Konzert ihrer Tour 2019, erstmals die zwei bisher unveröffentlichten Songs Descending und Invincible in voller Länge. Drei Tage später, am 8. Mai, gab die Band bekannt, dass das fünfte Studioalbum mit dem Titel Fear Inoculum am 30. August 2019 veröffentlicht wird. Seit dem 2. August 2019 stehen alle Tool-Alben auf Musikstreaming-Plattformen zur Verfügung, nach dem bis dato keines über den digitalen Vertriebsweg erhältlich war.
Die erste Single Fear Inoculum des gleichnamigen Albums wurde am 7. August 2019 veröffentlicht. Das Album wurde für einen Grammy nominiert, der Song 7empest brachte ihnen die dritte Auszeichnung in der Kategorie Beste Metal-Darbietung.
Nach der Veröffentlichung von Fear Inoculum ging die Band ab Oktober 2019 wieder auf Tour in den USA und spielten im Frühjahr 2020 bis zur COVID-19-Pandemie auch einige Konzerte in Australien und Neuseeland.
Im Januar 2022 setzte Tool die Fear-Inoculum-Tour in den USA fort. 2023 und 2024 folgten weitere Konzerte in Nordamerika und Europa.

## Stil

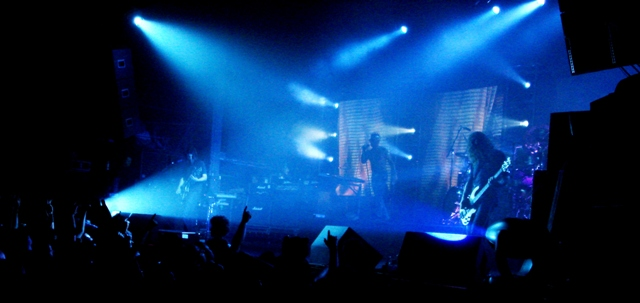
Tool live in Barcelona (2006)

Musikalisch ist auf Einflüsse von Bands wie Meshuggah, King Crimson, Led Zeppelin und Pink Floyd zu verweisen. Tool zeichnen sich durch komplexe, ungewohnte Songstrukturen aus sowie durch meist undurchschaubare, oft spirituell beeinflusste Texte. Signifikant für die Musik ist neben dem meist melancholischen Gesang Keenans der häufige Gebrauch von unüblichen Rhythmen mit führenden Basslinien und regelmäßigen Taktartwechseln. Vergleichsweise selten werden 4/4-Takte benutzt. Es dominieren Stücke in 5er-, 7er-, 9er-, 11er- und 13er-Taktarten, aber selbst die potenziell geradzahligen werden noch asymmetrisch unterteilt. Beispielsweise ändert sich die Taktart im Song „Schism“ ständig. Über weite Strecken wechseln sich Takte mit fünf Schlägen und sieben Schlägen ab, so dass diese Teile formal in einem 12/8-Takt notiert werden könnten. Es gibt aber auch Passagen mit 6/8-Takten.
Maynard James Keenan singt bei Live-Shows fast immer seitwärts oder mit dem Rücken zum Publikum und tanzt während längerer Passagen ohne Gesang eine Art rhythmischen Ausdruckstanz. Eine Kommunikation mit dem Publikum oder eine Animation desselben findet selten statt.
Die hauptsächlich von Adam Jones stammenden grafischen Arbeiten und seine von ihm konzipierten Stop-Motion-Musikvideos sowie die auch visuell ausgefeilten Live-Auftritte sind ein wichtiges Markenzeichen der Band. Jones spielt auf drei Gitarrenverstärkern gleichzeitig – ein modifiziertes Marshall Vintage-Bass-Topteil mit Marshall 4×12-Gitarrenbox und zwei Diezel VH4 (Jones spielt nur den dritten Kanal). Ein Diezel wird über eine Mesa/Boogie 4×12-Vintage-30-Gitarrenbox ausgegeben, der andere läuft über ein 2x15 Mesa Bass Cabinet. Auch die elektronischen Elemente sind nie Playback, sondern stets von der Band selbst erzeugt, zum Beispiel mittels pedalsteuerbarer Synthesizer oder elektronischer Schlagzeugelemente. Der Bass wird über ein The Rat-Verzerrerpedal und einen unverzerrten Kanal gesplittet. Auch hier kommen sehr viele Pedale zum Einsatz, die den Gesamtsound stark beeinflussen und auch als alleinstehende Klanggeneratoren verwendet werden können.
Ein strittiges Thema unter Fans ist die Einordnung der Band in ein musikalisches Genre. Einige Stilrichtungen werden im Zusammenhang mit Tool aber besonders häufig genannt. Dazu zählen u. a. Art Rock, Progressive Rock, Progressive Metal und Alternative Metal. Keenan selbst bezeichnete in einem Interview seinerzeit einen eigenen, „Thinking Man’s Metal“ genannten Stil (Metal des denkenden Menschen).

## Nebenprojekte
Während der langen Pausen zwischen den Albumaufnahmen widmen sich die Mitglieder der Band diversen anderen Projekten. So spielt Danny Carey Schlagzeug bei Pigmy Love Circus und Volto (die Bands treten mehr oder weniger regelmäßig in kleineren Clubs in Los Angeles auf), Justin Chancellor war Mitglied der Band Peach (Version des Peach-Songs „You Lied“ auf dem Live-Album Salival), Adam Jones war auch Tourgitarrist bei den Melvins, während Maynard James Keenan zusammen mit (Ex-Tool-Gitarren-Techniker) Billy Howerdel, Troy Van Leeuwen (zweite Gitarre), Josh Freese (Schlagzeug) und Paz Lenchantin (Bass, Violine und Klavier) die Band A Perfect Circle gründete. Außerdem hat Keenan noch ein Soloprojekt namens Puscifer.

## Namensherkunft
Obwohl zahlreiche Spekulationen um den vieldeutigen Namen der Band zirkulieren, hat die Band selbst zwei Erklärungen propagiert. Während eine der Erklärungen die Pseudophilosophie „Lachrymology“ bemüht, zielt die andere Erklärung auf eine direktere Interpretation des Namens ab:

“Tool is exactly what it sounds like: It’s a big dick. It’s a wrench. It’s also what it sounds like: It’s a verb, it’s a digging factor. It’s an active process of searching, as in use us, we are a shovel, we are the match, we’re the blotter of acid, your tool; use us as a catalyst in your process of finding out whatever it is you need to find out, or whatever it is you’re trying to achieve.”

„Tool ist genau das, wonach es sich anhört: Es ist ein großer Schwanz. Es ist ein Schraubenschlüssel. Es ist ein Verb, ein aktiver Prozess der Suche, des Grabens, im Sinne von: benutze uns, wir sind die Schaufel, wir sind das Streichholz, wir sind der LSD-Blotter, dein Werkzeug; benutze uns als Katalysator in deinem Prozess, herauszufinden, was auch immer du herausfinden musst oder was auch immer du erreichen willst.“

## Diskografie
Studioalben

| Jahr | Titel Musiklabel                  | Höchstplatzierung, Gesamtwochen, AuszeichnungChartplatzierungen (Jahr, Titel, Musiklabel, Platzierungen, Wochen, Auszeichnungen, Anmerkungen) | Höchstplatzierung, Gesamtwochen, AuszeichnungChartplatzierungen (Jahr, Titel, Musiklabel, Platzierungen, Wochen, Auszeichnungen, Anmerkungen) | Höchstplatzierung, Gesamtwochen, AuszeichnungChartplatzierungen (Jahr, Titel, Musiklabel, Platzierungen, Wochen, Auszeichnungen, Anmerkungen) | Höchstplatzierung, Gesamtwochen, AuszeichnungChartplatzierungen (Jahr, Titel, Musiklabel, Platzierungen, Wochen, Auszeichnungen, Anmerkungen) | Höchstplatzierung, Gesamtwochen, AuszeichnungChartplatzierungen (Jahr, Titel, Musiklabel, Platzierungen, Wochen, Auszeichnungen, Anmerkungen) | Anmerkungen                                                    |
| Jahr | Titel Musiklabel                  | DE | AT | CH | UK | US | Anmerkungen                                                    |
| ---- | --------------------------------- | --- | --- | --- | --- | --- | -------------------------------------------------------------- |
| 1993 | Undertow Zoo Entertainment        | — | — | — | UK— SilberUK | US19 a ×3Dreifachplatin · (64 Wo.)US | Erstveröffentlichung: 6. April 1993 Verkäufe: + 3.217.500      |
| 1996 | Ænima Zoo Entertainment           | DE75 (6 Wo.)DE | — | CH79 a (1 Wo.)CH | UK— GoldUK | US2 ×3Dreifachplatin · (110 Wo.)US | Erstveröffentlichung: 17. September 1996 Verkäufe: + 3.635.000 |
| 2001 | Lateralus Volcano Entertainment   | DE5 (15 Wo.)DE | AT9 (13 Wo.)AT | CH31 (10 Wo.)CH | UK16 Gold · (5 Wo.)UK | US1 ×3Dreifachplatin · (45 Wo.)US | Erstveröffentlichung: 15. Mai 2001 Verkäufe: + 3.430.000       |
| 2006 | 10,000 Days Volcano Entertainment | DE2 Gold · (13 Wo.)DE | AT1 (11 Wo.)AT | CH3 (13 Wo.)CH | UK4 Gold · (5 Wo.)UK | US1 ×2Doppelplatin · (64 Wo.)US | Erstveröffentlichung: 2. Mai 2006 Verkäufe: + 2.422.500        |
| 2019 | Fear Inoculum RCA Records         | DE2 (17 Wo.)DE | AT3 (7 Wo.)AT | CH2 (9 Wo.)CH | UK4 (2 Wo.)UK | US1 Gold · (17 Wo.)US | Erstveröffentlichung: 30. August 2019 Verkäufe: + 557.500      |